# Hub Cap
Hub Cap – trzeci album studyjny amerykańskiego trębacza jazzowego Freddiego Hubbarda, wydany z numerem katalogowym BLP 4073 w 1961 roku przez Blue Note Records.

## Powstanie
Materiał na płytę został zarejestrowany 9 kwietnia 1961 roku przez Rudy'ego Van Geldera w należącym do niego studiu (Van Gelder Studio) w Englewood Cliffs w stanie New Jersey. Produkcją płyty zajął się Alfred Lion.

## Lista utworów
Opracowano na podstawie materiału źródłowego.
Wydanie LP
Strona A
| Nr | Tytuł utworu | Muzyka          | Długość |
| -- | ------------ | --------------- | ------- |
| 1. | „Hub Cap”    | Freddie Hubbard | 5:17    |
| 2. | „Cry Me Not” | Randy Weston    | 4:49    |
| 3. | „Luana”      | Hubbard         | 10:05   |
|    |              |                 | 20:11   |

Strona B
| Nr | Tytuł utworu | Muzyka       | Długość |
| -- | ------------ | ------------ | ------- |
| 1. | „Osie Mae”   | Hubbard      | 6:54    |
| 2. | „Plexus”     | Cedar Walton | 9:02    |
| 3. | „Earmon Jr.” | Hubbard      | 6:17    |
|    |              |              | 22:13   |

Utwór dodatkowy na reedycji (2003)
| Nr | Tytuł utworu              | Muzyka | Długość |
| -- | ------------------------- | ------ | ------- |
| 1. | „Plexus (alternate take)” | Walton | 9:10    |
|    |                           |        | 9:10    |

## Twórcy
Opracowano na podstawie materiału źródłowego.
Muzycy:
- Freddie Hubbard – trąbka
- Julian Priester — puzon
- Jimmy Heath – saksofon tenorowy
- Cedar Walton — fortepian
- Larry Ridley — kontrabas
- Philly Joe Jones – perkusja

Produkcja:
- Alfred Lion – produkcja muzyczna
- Rudy Van Gelder – inżynieria dźwięku
- Reid Miles – projekt okładki
- Francis Wolff – fotografia na okładce
- Leonard Feather – liner notes
- Michael Cuscuna – produkcja muzyczna (reedycja z 2003)